# 加護野忠男
加護野 忠男（かごの ただお、1947年11月12日 - 2024年12月28日）は、日本の経営学者。神戸大学名誉教授。専攻は経営戦略論、経営組織論。経営学博士（神戸大学、1989年）。

## 来歴
大阪府生まれ。1966年、大阪府立大手前高等学校卒業。1970年、神戸大学経営学部卒業。1972年、同大学大学院経営学研究科修士課程修了。1973年、神戸大学大学院経営学研究科博士課程単位取得退学、神戸大学経営学部助手。1975年、同講師。1979年、同助教授、ハーバード・ビジネス・スクールに留学。1988年同教授。1998年、同大学経営学部長・大学院経営学研究科長（2000年3月まで）。1999年、同大学大学院経営学研究科教授。2011年、神戸大学を退官、同大学名誉教授。甲南大学特別客員教授（EBA総合コース担当）に就任。2012年4月、大阪経済大学客員教授。
学外では、NTN社外監査役、参天製薬社外監査役、住友ゴム社外監査役、積水ハウスCSR委員会委員、独立行政法人中小企業基盤整備機構外部評価分科会臨時委員などを歴任した。
2024年12月28日午前7時56分、脳出血のため神戸市内の病院で逝去。77歳没。

## 活動
- 学生時代は占部都美ゼミに所属（18回生）していた[要出典]。市原季一門下[要出典]。日本初の本格的日本企業の実証研究を[要出典]、占部ゼミの先輩にあたる吉原英樹の紹介で、吉原・伊丹敬之・佐久間昭光らと共同で行い、1981年に『日本企業の多角化戦略―経営資源アプローチ』により日経・経済図書文化賞を受賞した[3]。1985年には、野中郁次郎・榊原清則・奥村昭博との共同研究『日米企業の経営比較』により組織学会高宮賞を受賞した[5]。関西系の企業の組織論に関する著作や、伊丹敬之ら一橋大学商学部の学者との共著も多い[6]。
- 『産経新聞』の「正論」執筆者の一人でもあり、石井淳蔵（流通科学大学元学長・マーケティング論）とともにプレジデント社の雑誌『プレジデント』に「経営時論」の連載コーナーを受け持った。

## 主要著作
- 『経営組織の環境適応』（白桃書房、1980年）
- 『企業のパラダイム変革』（講談社現代新書、1988年）
- 『組織認識論―企業における創造と革新の研究』（千倉書房、1988年）
- 『経営学入門』（中央経済社、1997年）
- 『日本型経営の復権』（PHP研究所、1997年）
- 『「競争優位」のシステム―事業戦略の静かな革命』（PHP新書、PHP研究所、1999年）

共編著
- （吉原英樹・伊丹敬之・佐久間昭光）『日本企業の多角化戦略―経営資源アプローチ』（日本経済新聞社出版局、1981年）
- （伊丹敬之）『リーディングス日本の企業システム（全4巻）』（有斐閣、1993年）
- （石井淳蔵、奥村昭博、野中郁次郎）『経営戦略論』（有斐閣、1996年）
- （三矢裕、谷武幸）『アメーバ経営が会社を変える―やる気を引き出す小集団部門別採算制度』 （ダイヤモンド社、1999年）
- （伊丹敬之、関満博、沼上幹）『ビジネススクール流「知的武装講座」』（プレジデント社、2004年）
- （伊丹敬之）『ゼミナール経営学入門　第3版』（日本経済新聞社、2003年）
- （宮本又郎・杉原薫・服部民夫・近藤光男・猪木武徳・竹内洋）『日本型資本主義――どうなるどうする戦略と組織と人材』（有斐閣、2003年）
- （金井壽宏、人と組織の活性化研究会）『なぜあの人は「イキイキ」としているのか』（プレジデント社、2006年）